# مرکوری انرژی
مرکوری انرژی (انگلیسی: Mercury Energy) شرکت برق نیوزیلندی است، که در سال ۱۹۹۹ تأسیس شد.